# Lista siturilor arheologice din județul Mureș - I
Lista siturilor arheologice din județul Mureș - I conține toate siturile arheologice din județul Mureș înscrise în Repertoriul Arheologic Național (RAN) și aflate în localități al căror nume începe cu litera I. RAN este administrat de Ministerul Culturii și Patrimoniului Național și cuprinde date științifice, cartografice, topografice, imagini și planuri, precum și orice alte informații privitoare la zonele cu potențial arheologic, studiate sau nu, încă existente sau dispărute.
Puteți căuta un sit din localitățile care încep cu litera I folosind formularul de mai jos sau puteți naviga prin toate siturile din județ la Lista siturilor arheologice din județul Mureș.
| Cod RAN                                   | Denumire | Localitate                                | Adresă                       | Datare                  | Descoperit       | Coordonate                                    | Imagine           | Erori            |
| ----------------------------------------- | --- | ----------------------------------------- | ---------------------------- | ----------------------- | ---------------- | --------------------------------------------- | ----------------- | ---------------- |
| 117836.03.01                              | Situl arheologic de la Iernut - Sf. Gheorghe - "Pe Șes" / ansamblu anonim (Categorie: locuire civilă) (Tip: Așezare)                          | oraș Iernut                               | Pe Șes                       | sec. III - II           |                  |                                               | Încărcați imagine | Raportați eroare |
| 117836.03.02                              | Situl arheologic de la Iernut - Sf. Gheorghe - "Pe Șes" / ansamblu anonim (Categorie: locuire civilă) (Tip: Așezare)                          | oraș Iernut                               | Pe Șes                       | sec. II - III           |                  |                                               | Încărcați imagine | Raportați eroare |
| 117836.03.03                              | Situl arheologic de la Iernut - Sf. Gheorghe - "Pe Șes" / ansamblu anonim (Categorie: locuire civilă) (Tip: Așezare)                          | oraș Iernut                               | Pe Șes                       | sec. V - VI             |                  |                                               | Încărcați imagine | Raportați eroare |
| 117836.03.04                              | Situl arheologic de la Iernut - Sf. Gheorghe - "Pe Șes" / ansamblu anonim (Categorie: locuire civilă) (Tip: Așezare)                          | oraș Iernut                               | Pe Șes                       | sec. VIII - IX          |                  |                                               | Încărcați imagine | Raportați eroare |
| 117836.03.05                              | Situl arheologic de la Iernut - Sf. Gheorghe - "Pe Șes" / ansamblu anonim (Categorie: locuire civilă) (Tip: Așezare)                          | oraș Iernut                               | Pe Șes                       | sec. XIII - XVI         |                  |                                               | Încărcați imagine | Raportați eroare |
| 117836.01.01                              | Situl arheologic de la Iernut - "Fundu Bedeelor" / ansamblu anonim (Categorie: locuire) (Tip: Așezare)                                        | oraș Iernut                               | Fundu Bedeelor               | Starčevo - Criș         |                  | 46°26′00″N 24°12′23″E / 46.43333°N 24.20639°E | Încărcați imagine | Raportați eroare |
| 117836.01.02                              | Situl arheologic de la Iernut - "Fundu Bedeelor" / ansamblu anonim (Categorie: locuire) (Tip: Așezare)                                        | oraș Iernut                               | Fundu Bedeelor               | Sighișoara - Wietenberg |                  | 46°26′00″N 24°12′23″E / 46.43333°N 24.20639°E | Încărcați imagine | Raportați eroare |
| 117836.01.03                              | Situl arheologic de la Iernut - "Fundu Bedeelor" / ansamblu anonim (Categorie: locuire) (Tip: Necropolă)                                      | oraș Iernut                               | Fundu Bedeelor               |                         |                  | 46°26′00″N 24°12′23″E / 46.43333°N 24.20639°E | Încărcați imagine | Raportați eroare |
| 117836.01.05                              | Situl arheologic de la Iernut - "Fundu Bedeelor" / ansamblu anonim (Categorie: locuire) (Tip: Necropolă)                                      | oraș Iernut                               | Fundu Bedeelor               | sec. III - IV d.Hr.     |                  | 46°26′00″N 24°12′23″E / 46.43333°N 24.20639°E | Încărcați imagine | Raportați eroare |
| 117836.01.06                              | Situl arheologic de la Iernut - "Fundu Bedeelor" / ansamblu anonim (Categorie: locuire) (Tip: Necropolă)                                      | oraș Iernut                               | Fundu Bedeelor               | sec. IV - V d.Hr.       |                  | 46°26′00″N 24°12′23″E / 46.43333°N 24.20639°E | Încărcați imagine | Raportați eroare |
| 117836.01.04 (Cod LMI: MS-I-m-B-15383.01) | Situl arheologic de la Iernut - "Fundu Bedeelor" / ansamblu anonim (Categorie: locuire) (Tip: Așezare)                                        | oraș Iernut                               | Fundu Bedeelor               | sec. XII - XIII d.Hr.   |                  | 46°26′00″N 24°12′23″E / 46.43333°N 24.20639°E | Încărcați imagine | Raportați eroare |
| 115272.01.01 (Cod LMI: MS-I-s-B-15385)    | Situl arheologic medieval de la Iștihaza - "Movila Oaselor" / ansamblu anonim (Categorie: locuire) (Tip: Așezare)                             | sat Iștihaza, comuna Ațintiș              | Movila Oaselor (Csontosdomb) | sec. XI                 |                  | 46°24′00″N 24°07′00″E / 46.4°N 24.11667°E     | Încărcați imagine | Raportați eroare |
| 115272.01.02 (Cod LMI: MS-I-m-B-15385.02) | Situl arheologic medieval de la Iștihaza - "Movila Oaselor" / ansamblu anonim (Categorie: locuire) (Tip: Necropolă de inhumație)              | sat Iștihaza, comuna Ațintiș              | Movila Oaselor (Csontosdomb) | sec. XI                 |                  | 46°24′00″N 24°07′00″E / 46.4°N 24.11667°E     | Încărcați imagine | Raportați eroare |
| 117961.01.02 (Cod LMI: MS-I-s-B-15386)    | Situl arheologic de la Ivănești - "Dealul Chibelei" / ansamblu anonim (Categorie: locuire civilă) (Tip: Așezare rurală)                       | sat Ivănești, comuna Livezeni             | Dealul Chibelei              | sec. II - III d.Hr.     |                  | 46°34′00″N 24°40′00″E / 46.56667°N 24.66667°E | Încărcați imagine | Raportați eroare |
| 117961.01.01 (Cod LMI: MS-I-s-B-15386)    | Situl arheologic de la Ivănești - "Dealul Chibelei" / ansamblu anonim (Categorie: locuire civilă) (Tip: Așezare)                              | sat Ivănești, comuna Livezeni             | Dealul Chibelei              |                         |                  | 46°34′00″N 24°40′00″E / 46.56667°N 24.66667°E | Încărcați imagine | Raportați eroare |
| 117836.02.01 (Cod LMI: MS-I-m-B-15384.04) | Situl arheologic de la Iernut - "La Hulpiști" / ansamblu anonim (Categorie: locuire civilă) (Tip: Așezare)                                    | oraș Iernut                               | La Hulpiști                  | Sighișoara - Wietenberg |                  | 46°28′00″N 24°12′00″E / 46.46667°N 24.2°E     | Încărcați imagine | Raportați eroare |
| 117836.02.02 (Cod LMI: MS-I-m-B-15384.03) | Situl arheologic de la Iernut - "La Hulpiști" / ansamblu anonim (Categorie: locuire civilă) (Tip: Așezare)                                    | oraș Iernut                               | La Hulpiști                  | geto-dacică             |                  | 46°28′00″N 24°12′00″E / 46.46667°N 24.2°E     | Încărcați imagine | Raportați eroare |
| 117836.02.03 (Cod LMI: MS-I-m-B-15384.02) | Situl arheologic de la Iernut - "La Hulpiști" / ansamblu anonim (Categorie: locuire civilă) (Tip: Așezare)                                    | oraș Iernut                               | La Hulpiști                  | sec. III - IV d.Hr.     |                  | 46°28′00″N 24°12′00″E / 46.46667°N 24.2°E     | Încărcați imagine | Raportați eroare |
| 117836.02.04 (Cod LMI: MS-I-m-B-15384.01) | Situl arheologic de la Iernut - "La Hulpiști" / ansamblu anonim (Categorie: locuire civilă) (Tip: Așezare)                                    | oraș Iernut                               | La Hulpiști                  | sec. V - VI d.Hr.       |                  | 46°28′00″N 24°12′00″E / 46.46667°N 24.2°E     | Încărcați imagine | Raportați eroare |
| 117836.02.05 (Cod LMI: MS-I-s-B-15384)    | Situl arheologic de la Iernut - "La Hulpiști" / ansamblu anonim (Categorie: locuire civilă) (Tip: așezare)                                    | oraș Iernut                               | La Hulpiști                  |                         |                  | 46°28′00″N 24°12′00″E / 46.46667°N 24.2°E     | Încărcați imagine | Raportați eroare |
| 115272.02                                 | Descoperirile de la Iștihaza - "Movila lui Ludovic" (Categorie: descoperire izolată) (Tip: descoperire izolată)                               | sat Iștihaza, comuna Ațintiș              | Movila lui Ludovic           |                         |                  |                                               | Încărcați imagine | Raportați eroare |
| 115272.03.01                              | Tumulii de la Iștihaza - "Movilele cu ulmi" / ansamblu anonim (Categorie: tumul) (Tip: Tumuli)                                                | sat Iștihaza, comuna Ațintiș              | Movilele cu ulmi             |                         |                  |                                               | Încărcați imagine | Raportați eroare |
| 117747.01                                 | Topor eneolitic din piatră la Icladu Mare (Categorie: descoperire izolată) (Tip: obiect izolat)                                               | sat Iclandu Mare, comuna Iclănzel         |                              |                         |                  |                                               | Încărcați imagine | Raportați eroare |
| 116698.01.01                              | Așezarea preistorică de la Icland - "Dâmb" / ansamblu anonim (Categorie: locuire civilă) (Tip: Așezare)                                       | sat Icland, comuna Ernei                  | Dâmb                         |                         |                  |                                               | Încărcați imagine | Raportați eroare |
| 117569.01.01                              | Așezarea neolitică de la Ibănești - "Piatra Orșovei" / ansamblu anonim (Categorie: locuire civilă) (Tip: Așezare)                             | sat Ibănești, comuna Ibănești             | Piatra Orșovei               |                         |                  |                                               | Încărcați imagine | Raportați eroare |
| 114881.01.01                              | Așezarea neolitică de la Ilieși / ansamblu anonim (Categorie: locuire civilă) (Tip: Așezare)                                                  | localitate componentă Ilieși, oraș Sovata |                              |                         |                  |                                               | Încărcați imagine | Raportați eroare |
| 117202.01                                 | Obiect neolitic la Ilioara (Categorie: descoperire izolată) (Tip: obiect izolat)                                                              | sat Ilioara, comuna Gornești              |                              |                         |                  |                                               | Încărcați imagine | Raportați eroare |
| 116698.02.01                              | Tezaurul monetar de argint de la Icland / ansamblu anonim (Categorie: depozit/tezaur) (Tip: tezaur)                                           | sat Icland, comuna Ernei                  |                              | romană sec.II-I a.Ch    | August Tisa 1978 |                                               | Încărcați imagine | Raportați eroare |
| 117569.02.01                              | Așezarea preistorică de la Ibănești -"Pietroasa" / ansamblu anonim (Categorie: locuire civilă) (Tip: Așezare)                                 | sat Ibănești, comuna Ibănești             | Pietroasa                    |                         |                  |                                               | Încărcați imagine | Raportați eroare |
| 117569.03.01                              | Așezarea culturii Coțofeni de la Ibănești - "Pietroasa-Isticeu" / ansamblu anonim (Categorie: locuire civilă) (Tip: Așezare)                  | sat Ibănești, comuna Ibănești             | Pietroasa-Isticeu            | Coțofeni                |                  |                                               | Încărcați imagine | Raportați eroare |
| 117569.04.01                              | Turnul roman de supraveghere de la Ibănești- "Cetățuia Mică" / ansamblu anonim(Cetatea mică) (Categorie: fortificație) (Tip: Turn)            | sat Ibănești, comuna Ibănești             | Cetățuia mică                | romană                  |                  |                                               | Încărcați imagine | Raportați eroare |
| 117676.01.01                              | Așezarea de epoca bronzului de la Iclănzel / ansamblu anonim (Categorie: locuire civilă) (Tip: Așezare)                                       | sat Iclănzel, comuna Iclănzel             |                              |                         |                  |                                               | Încărcați imagine | Raportați eroare |
| 117792.01.01                              | Cetatea romană de la Ideciu de Jos - "Dealul Cetății" / ansamblu anonim (Categorie: locuire civilă) (Tip: Cetate)                             | sat Ideciu de Jos, comuna Ideciu de Jos   | Dealul Cetății               |                         |                  |                                               | Încărcați imagine | Raportați eroare |
| 117836.11.01                              | Situl arheologic de la Iernut - "Castelul feudal" / ansamblu anonim (Categorie: construcție) (Tip: Așezare)                                   | oraș Iernut                               | Castelul feudal              | Noua                    |                  |                                               | Încărcați imagine | Raportați eroare |
| 117836.11.02                              | Situl arheologic de la Iernut - "Castelul feudal" / ansamblu anonim (Categorie: construcție) (Tip: Așezare)                                   | oraș Iernut                               | Castelul feudal              |                         |                  |                                               | Încărcați imagine | Raportați eroare |
| 117836.11.03                              | Situl arheologic de la Iernut - "Castelul feudal" / ansamblu anonim (Categorie: construcție) (Tip: Așezare)                                   | oraș Iernut                               | Castelul feudal              | sec. IV - VI            |                  |                                               | Încărcați imagine | Raportați eroare |
| 117836.11.04                              | Situl arheologic de la Iernut - "Castelul feudal" / ansamblu anonim (Categorie: construcție) (Tip: Așezare)                                   | oraș Iernut                               | Castelul feudal              | sec. XI - XII           |                  |                                               | Încărcați imagine | Raportați eroare |
| 117836.11.05                              | Situl arheologic de la Iernut - "Castelul feudal" / ansamblu anonim (Categorie: construcție) (Tip: Așezare)                                   | oraș Iernut                               | Castelul feudal              | sec. XIV - XVIII        |                  |                                               | Încărcați imagine | Raportați eroare |
| 117836.04.01                              | Situl arheologic de la Iernut - "Bideșcuțul Mare" / ansamblu anonim (Categorie: locuire civilă) (Tip: Așezare)                                | oraș Iernut                               | Bideșcuțul Mare              | Starčevo - Criș         |                  |                                               | Încărcați imagine | Raportați eroare |
| 117836.04.02                              | Situl arheologic de la Iernut - "Bideșcuțul Mare" / ansamblu anonim (Categorie: locuire civilă) (Tip: Așezare)                                | oraș Iernut                               | Bideșcuțul Mare              | Noua                    |                  |                                               | Încărcați imagine | Raportați eroare |
| 117836.04.03                              | Situl arheologic de la Iernut - "Bideșcuțul Mare" / ansamblu anonim (Categorie: locuire civilă) (Tip: Așezare)                                | oraș Iernut                               | Bideșcuțul Mare              |                         |                  |                                               | Încărcați imagine | Raportați eroare |
| 117836.04.04                              | Situl arheologic de la Iernut - "Bideșcuțul Mare" / ansamblu anonim (Categorie: locuire civilă) (Tip: Așezare)                                | oraș Iernut                               | Bideșcuțul Mare              |                         |                  |                                               | Încărcați imagine | Raportați eroare |
| 117836.04.05                              | Situl arheologic de la Iernut - "Bideșcuțul Mare" / ansamblu anonim (Categorie: locuire civilă) (Tip: Așezare)                                | oraș Iernut                               | Bideșcuțul Mare              |                         |                  |                                               | Încărcați imagine | Raportați eroare |
| 117836.05.01                              | Așezarea hallstattiană de la Iernut - "Râpăsăchi" / ansamblu anonim (Categorie: locuire civilă) (Tip: Așezare)                                | oraș Iernut                               | Râpăsăchi                    |                         |                  |                                               | Încărcați imagine | Raportați eroare |
| 117836.06.01                              | Situl arheologic de la Iernut - "Cimitirul vechi" / ansamblu anonim (Categorie: locuire civilă) (Tip: Așezare)                                | oraș Iernut                               | Cimitirul vechi              | Coțofeni                |                  |                                               | Încărcați imagine | Raportați eroare |
| 117836.06.02                              | Situl arheologic de la Iernut - "Cimitirul vechi" / ansamblu anonim (Categorie: locuire civilă) (Tip: Așezare)                                | oraș Iernut                               | Cimitirul vechi              | Sighișoara - Wietenberg |                  |                                               | Încărcați imagine | Raportați eroare |
| 117836.06.03                              | Situl arheologic de la Iernut - "Cimitirul vechi" / ansamblu anonim (Categorie: locuire civilă) (Tip: Așezare)                                | oraș Iernut                               | Cimitirul vechi              |                         |                  |                                               | Încărcați imagine | Raportați eroare |
| 117836.06.04                              | Situl arheologic de la Iernut - "Cimitirul vechi" / ansamblu anonim (Categorie: locuire civilă) (Tip: Așezare)                                | oraș Iernut                               | Cimitirul vechi              | dacică                  |                  |                                               | Încărcați imagine | Raportați eroare |
| 117836.06.05                              | Situl arheologic de la Iernut - "Cimitirul vechi" / ansamblu anonim (Categorie: locuire civilă) (Tip: Așezare)                                | oraș Iernut                               | Cimitirul vechi              | sec. IV - VI d.Hr.      |                  |                                               | Încărcați imagine | Raportați eroare |
| 117836.07.01                              | Situl arheologic de la Iernut - "Râtul Morii" / ansamblu anonim (Categorie: locuire civilă) (Tip: Așezare)                                    | oraș Iernut                               | Râtul Morii                  | Coțofeni                |                  |                                               | Încărcați imagine | Raportați eroare |
| 117836.07.02                              | Situl arheologic de la Iernut - "Râtul Morii" / ansamblu anonim (Categorie: locuire civilă) (Tip: Așezare)                                    | oraș Iernut                               | Râtul Morii                  |                         |                  |                                               | Încărcați imagine | Raportați eroare |
| 117836.07.03                              | Situl arheologic de la Iernut - "Râtul Morii" / ansamblu anonim (Categorie: locuire civilă) (Tip: Așezare)                                    | oraș Iernut                               | Râtul Morii                  | Basarabi                |                  |                                               | Încărcați imagine | Raportați eroare |
| 117836.08.01                              | Situl arheologic de la Iernut - "Stațiunea de cercetări și producție legumicolă" / ansamblu anonim (Categorie: locuire civilă) (Tip: Așezare) | oraș Iernut                               | SCPL                         | Coțofeni                |                  |                                               | Încărcați imagine | Raportați eroare |
| 117836.08.02                              | Situl arheologic de la Iernut - "Stațiunea de cercetări și producție legumicolă" / ansamblu anonim (Categorie: locuire civilă) (Tip: Așezare) | oraș Iernut                               | SCPL                         | Sighișoara - Wietenberg |                  |                                               | Încărcați imagine | Raportați eroare |
| 117836.08.03                              | Situl arheologic de la Iernut - "Stațiunea de cercetări și producție legumicolă" / ansamblu anonim (Categorie: locuire civilă) (Tip: Așezare) | oraș Iernut                               | SCPL                         |                         |                  |                                               | Încărcați imagine | Raportați eroare |
| 117836.08.04                              | Situl arheologic de la Iernut - "Stațiunea de cercetări și producție legumicolă" / ansamblu anonim (Categorie: locuire civilă) (Tip: Așezare) | oraș Iernut                               | SCPL                         |                         |                  |                                               | Încărcați imagine | Raportați eroare |
| 117836.09.01                              | Situl arheologic de la Iernut - "Bedee" / ansamblu anonim (Categorie: locuire) (Tip: Așezare)                                                 | oraș Iernut                               | Bedee                        | Sighișoara - Wietenberg |                  |                                               | Încărcați imagine | Raportați eroare |
| 117836.09.02                              | Situl arheologic de la Iernut - "Bedee" / ansamblu anonim (Categorie: locuire) (Tip: Așezare)                                                 | oraș Iernut                               | Bedee                        | Noua                    |                  |                                               | Încărcați imagine | Raportați eroare |
| 117836.09.03                              | Situl arheologic de la Iernut - "Bedee" / ansamblu anonim (Categorie: locuire) (Tip: Morminte de incinerație)                                 | oraș Iernut                               | Bedee                        |                         |                  |                                               | Încărcați imagine | Raportați eroare |
| 117836.09.04                              | Situl arheologic de la Iernut - "Bedee" / ansamblu anonim (Categorie: locuire) (Tip: Așezare)                                                 | oraș Iernut                               | Bedee                        | sec. IV - VI            |                  |                                               | Încărcați imagine | Raportați eroare |
| 117836.09.05                              | Situl arheologic de la Iernut - "Bedee" / ansamblu anonim (Categorie: locuire) (Tip: Așezare)                                                 | oraș Iernut                               | Bedee                        |                         |                  |                                               | Încărcați imagine | Raportați eroare |
| 117836.10.01                              | Situl arheologic de la Iernut - "Bideșcuțul Mic" / ansamblu anonim (Categorie: locuire civilă) (Tip: Așezare)                                 | oraș Iernut                               | Bideșcuțul Mic               | Sighișoara - Wietenberg |                  |                                               | Încărcați imagine | Raportați eroare |
| 117836.10.02                              | Situl arheologic de la Iernut - "Bideșcuțul Mic" / ansamblu anonim (Categorie: locuire civilă) (Tip: Așezare)                                 | oraș Iernut                               | Bideșcuțul Mic               |                         |                  |                                               | Încărcați imagine | Raportați eroare |
| 117836.12.01                              | Situl arheologic de la Iernut - "Dealul Gala" / ansamblu anonim (Categorie: locuire civilă) (Tip: Așezare)                                    | oraș Iernut                               | Dealul Gala                  | Sighișoara - Wietenberg |                  |                                               | Încărcați imagine | Raportați eroare |
| 117836.12.02                              | Situl arheologic de la Iernut - "Dealul Gala" / ansamblu anonim (Categorie: locuire civilă) (Tip: Așezare)                                    | oraș Iernut                               | Dealul Gala                  |                         |                  |                                               | Încărcați imagine | Raportați eroare |
| 117836.13.01                              | Situl arheologic de la Iernut - "Toțăghi" / ansamblu anonim (Categorie: locuire civilă) (Tip: Așezare)                                        | oraș Iernut                               | Toțăghi                      | Sighișoara - Wietenberg |                  |                                               | Încărcați imagine | Raportați eroare |
| 117836.13.02                              | Situl arheologic de la Iernut - "Toțăghi" / ansamblu anonim (Categorie: locuire civilă) (Tip: Așezare)                                        | oraș Iernut                               | Toțăghi                      |                         |                  |                                               | Încărcați imagine | Raportați eroare |
| 117836.13.03                              | Situl arheologic de la Iernut - "Toțăghi" / ansamblu anonim (Categorie: locuire civilă) (Tip: Așezare)                                        | oraș Iernut                               | Toțăghi                      |                         |                  |                                               | Încărcați imagine | Raportați eroare |
| 117836.13.04                              | Situl arheologic de la Iernut - "Toțăghi" / ansamblu anonim (Categorie: locuire civilă) (Tip: Așezare)                                        | oraș Iernut                               | Toțăghi                      |                         |                  |                                               | Încărcați imagine | Raportați eroare |
| 117836.13.05                              | Situl arheologic de la Iernut - "Toțăghi" / ansamblu anonim (Categorie: locuire civilă) (Tip: Așezare)                                        | oraș Iernut                               | Toțăghi                      | sec. XI - XII           |                  |                                               | Încărcați imagine | Raportați eroare |
| 117836.14.01 (Cod LMI: MS-II-m-A-15704)   | Situl arheologic de la Iernut - "Biserica reformată" / ansamblu anonim (Categorie: locuire civilă) (Tip: Așezare)                             | oraș Iernut                               | Biserica reformată           |                         |                  |                                               | Încărcați imagine | Raportați eroare |
| 117836.14.02 (Cod LMI: MS-II-m-A-15704)   | Situl arheologic de la Iernut - "Biserica reformată" / ansamblu anonim (Categorie: locuire civilă) (Tip: Așezare)                             | oraș Iernut                               | Biserica reformată           | sec. V - VI             |                  |                                               | Încărcați imagine | Raportați eroare |
| 117836.15.01                              | Depozitul de bronzuri de la Iernut - "Ciontoș" / ansamblu anonim (Categorie: depozit/tezaur) (Tip: tezaur)                                    | oraș Iernut                               | Ciontoș                      | - A2 sec.XII-XI î.Hr.   | 1975             |                                               | Încărcați imagine | Raportați eroare |
| 117836.16.01                              | Depozitul ceramic de la Iernut - "Casa Vlassa" / ansamblu anonim (Categorie: depozit/tezaur) (Tip: depozit de ceramică)                       | oraș Iernut                               | Casa Vlassa                  | Basarabi sec.VIII î.Hr. |                  |                                               | Încărcați imagine | Raportați eroare |
| 117836.17.01                              | Așezarea de la Iernut - "Lutărie" / ansamblu anonim (Categorie: locuire civilă) (Tip: Așezare)                                                | oraș Iernut                               | Lutărie                      | Morești sec. IV-VI      |                  |                                               | Încărcați imagine | Raportați eroare |
| 117961.02.01                              | Drumul roman de la Ivănești - "Stăvilar" / ansamblu anonim (Categorie: construcție) (Tip: Drum)                                               | sat Ivănești, comuna Livezeni             | Stăvilar                     |                         |                  |                                               | Încărcați imagine | Raportați eroare |